# Messmyg
Messmyg (Chamaea fasciata) är en tätting och den enda arten i familjen papegojnäbbar som förekommer i Nordamerika.

## Kännetecken

### Utseende
Messmygen är en 14–16 cm lång tätting med drag av både mes och gärdsmyg, därav namnet. Den har en lång rundad stjärt som den ofta reser, stort huvud, ljust öga och kort näbb. Fjäderdräkten är jämnbrun, undertill med en svag skäraktig anstrykning. Fåglar i torrare miljöer är blekare och gråare.

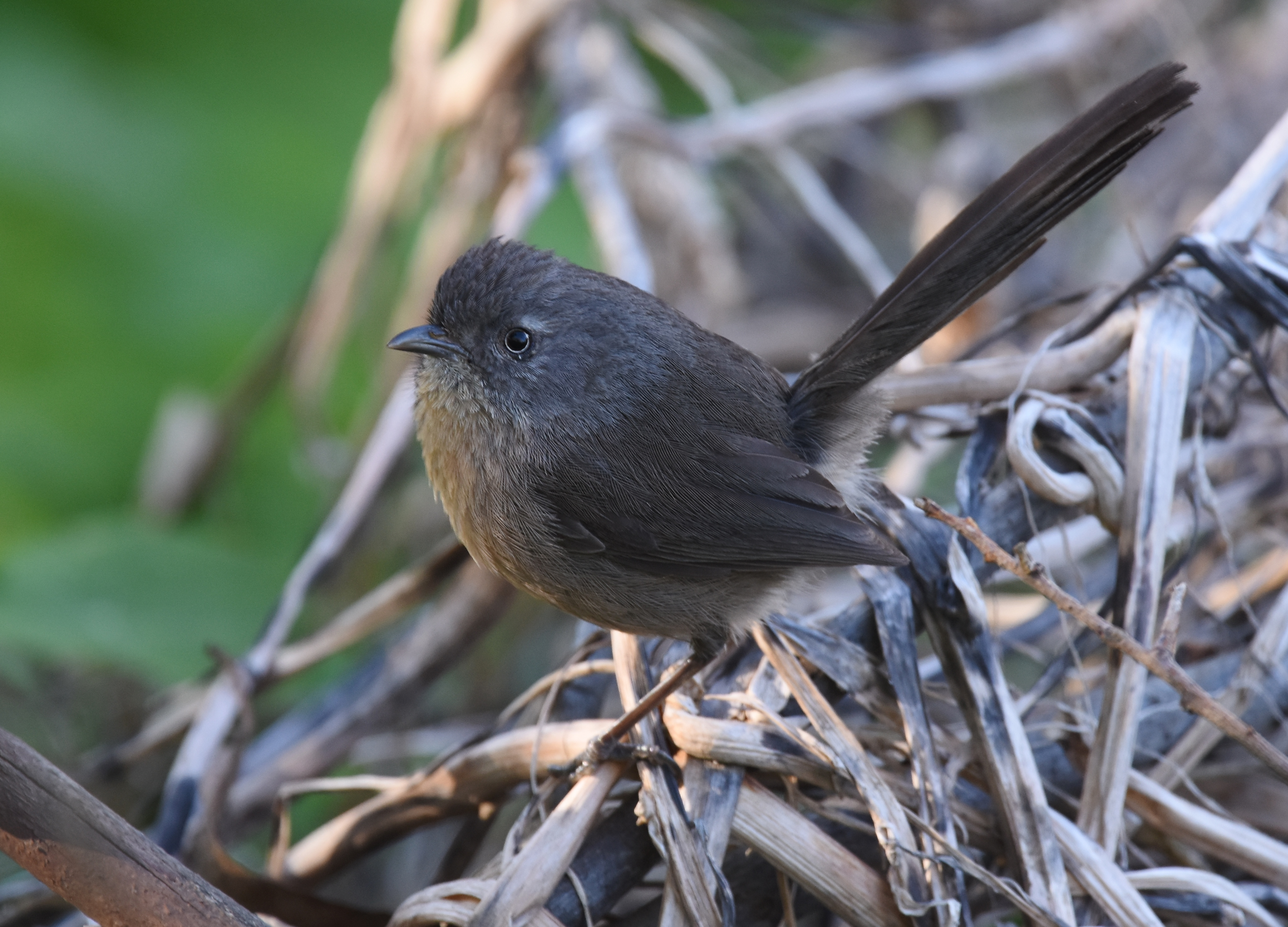

### Läten
Sången består av klara, snabba visslingar, från honan som en kort regelbunden serie och från hanen en accelererande. Bland lätena hörs torra "trrk".

## Utbredning och systematik
Messmyg placeras som enda art i släktet Chamaea. Den delas in i fem underarter med följande utbredning:
- Chamaea fasciata phaea – förekommer från kustnära nordvästra Oregon (Columbia River till gränsen till Kalifornien)
- Chamaea fasciata margra – förekommer i sydvästra Oregons inland
- Chamaea fasciata rufula – förekommer i buskvegetation (chaparral) vid kusten i norra California
- Chamaea fasciata fasciata – förekommer i kustnära Kaliforniens inland, från Lake County söderut till området kring San Francisco Bay och vidare utmed kusten till San Luis Obispo)
- Chamaea fasciata henshawi – förekommer i norra Kaliforniens inland (inre Coast Ranges och Sierra Nevada) och kustnära södra Kalifornien till nordvästra Baja California.

### Familjetillhörighet
DNA-studier visar att den tillhör en grupp små tättingar bestående av papegojnäbbar (Conostoma samt det numera uppdelade släktet Paradoxornis), de tidigare cistikolorna i Rhopophilus samt en handfull släkten som tidigare ansågs vara timalior (Fulvetta, Lioparus, Myzornis, Chrysomma och Moupinia). Denna grupp är i sin tur närmast släkt med sylvior i Sylviidae.
Tidigare behandlades arten som en medlem av familjen timalior, därav det tidigare namnet eldögd timalia. DNA-studier visar dock att den tillhör en grupp små tättingar bestående av papegojnäbbar (Conostoma samt det numera uppdelade släktet Paradoxornis), den amerikanska arten messmyg, de tidigare cistikolorna i Rhopophilus samt en handfull släkten som tidigare också ansågs vara timalior (Fulvetta, Lioparus, Myzornis och Moupinia). Denna grupp är i sin tur närmast släkt med sylvior i Sylviidae och har tidigare inkluderats i den familjen. Enligt sentida studier skilde sig dock de båda grupperna sig åt för hela cirka 19 miljoner år sedan, varför tongivande International Ornithological Congress (IOC) numera urskilt dem till en egen familj, Paradoxornithidae. Denna linje följs här.

## Levnadssätt
Messmygen är vanlig men svår att upptäcka i chaparral och annan tät buskvegetation. Den livnär sig av insekter och frön.
Fågeln häckar mellan mars och augusti. Den kan bilda par redan vid endast 30 till 40 dagars ålder och är trogen sin partner för resten av livet. Arten är mycket stationär och rör sig sällan mer än 400 meter från födelseplatsen.

## Status och hot
Arten har ett stort utbredningsområde och en stor population med stabil utveckling och tros inte vara utsatt för något substantiellt hot. Utifrån dessa kriterier kategoriserar internationella naturvårdsunionen IUCN arten som livskraftig (LC).